# Jean Cholet
Jean Cholet (zm. 2 sierpnia 1292) – francuski duchowny katolicki.

## Życiorys
Kardynał prezbiter S. Cecilia od 12 kwietnia 1281 roku, z nominacji papieża Marcina IV, który był jego osobistym przyjacielem. W latach 1283–1286 był legatem papieskim w Anglii, Francji i Polsce, gdzie nawoływał do krucjaty przeciwko królowi Piotrowi III Aragońskiemu, który wbrew woli papieża zajął Sycylię. Protoprezbiter Św. Kolegium Kardynałów od 1286. Uczestniczył w papieskiej elekcji 1287-88. W 1289 skutecznie doprowadził do zawarcia pokoju między Francją a Kastylią. Zmarł w trakcie sediswakancji po śmierci Mikołaja IV.